# Guerra ruso-polaca de 1792
La Guerra ruso-polaca de 1792 fue un conflicto bélico que enfrentó a la República de las Dos Naciones con la Confederación de Targowica y el Imperio ruso que se oponía la Constitución del 3 de mayo de 1791.

## Guerra
El 18 de mayo de 1792, sin declaración de guerra previa, un ejército ruso con más de 97.000 hombres cruzó la frontera de Polonia. Estanislao II Poniatowski, rey de la República de las Dos Naciones, envío a un ejército de 70.000 hombres para hacerles frente. Las fuerzas de la República de las Dos Naciones, leales al rey y al Gran Sejm, defendieron la Constitución del 3 de mayo frente a los opositores de la Confederación de Targowica y el Imperio ruso.
En los primeros días de la guerra, Prusia rompió su alianza con Polonia y el comandante prusiano originario del Gran Ducado de Lituania, Luis de Wurtemberg, traicionó la causa polaco-lituana. El ejército polaco dirigido por el sobrino del rey, el príncipe Józef Antoni Poniatowski, se enfrentó a una fuerza enemiga muy superior y logró la victoria en Zieleńce el 18 de junio. Luego, las tropas polacas se retiraron al río Bug Occidental, donde lucharon bajo las órdenes de Tadeusz Kościuszko en la batalla de Dubienka, que acabó en empate. No obstante, a las tropas rusas se les concedió libre paso por los territorios austriacos.
La derrota final de los polacos se debió a la traición de su propio rey Estanislao II Poniatowski, quien se unió a la confederación de Targowica. Esta acción precipitó la segunda partición de Polonia el 21 de enero de 1793. Tras la Sejm de Grodno, la población polaca se redujo a un tercio de lo que tenía cuando empezó la partición en 1772. El territorio quedó ocupado por tropas extranjeras y su independencia se redujo en gran medida.
El último intento de Polonia por recuperar su independencia se produjo el 4 de abril de 1794 con la insurrección de Kościuszko que tras un año de batallas dio como resultada una victoria rusa que acabó definitivamente con el Estado de Polonia.